# Marie Anna Josefa z Althannu
Maria Anna Josefa hraběnka z Althannu (německy Maria Anna Josepha Gräfin von Althann, též italsky jako Marianna Pignatelli, contessa di Althann; 26. července 1689 Alcúdia, Baleáry – 1. března 1755 Vídeň) byla rakouská šlechtična španělsko-italského původu, mecenáška umění a důvěrnice krále. Byla manželkou vlivného dvořana Jana Michaela z Althannu, mecenáška umělců a důvěrnice Karla VI.

## Život

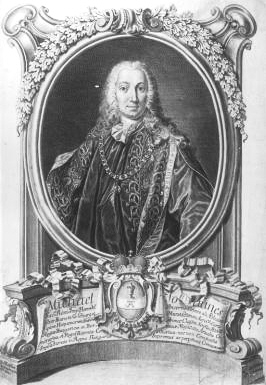
Portrét jejího manžela Jana Michaela z Althannu

Narodila se 26. července 1689 ve Alcúdii na Baleárských ostrovech jako Marie Anna Josefa markýza Pignatelliová (Maria Anna Giuseppina Marchesa Pignatelli di San Vicente) jako dcera knížete Dominika Pignatelliho a jeho manželky Anny d'Aimerich.
V roce 1711 se španělský král Karel VI. vydal na cestu do Svaté říše, aby zde nahradil Josefa I. na říšském císařském trůnu. Na této cestě ho následovalo několik španělských šlechtických rodin, včetně Pignatelliů.
Marie Anna se u císařského dvora seznámila s královým důvěrníkem, Janem Michaelem z Althannu, který se jí záhy dvořil. Mladá markýza souhlasila se sňatkem, který se uskutečnil v Barceloně.
Jako důvěrnice nového císaře a hraběnky Eleonory Batthyány-Strattmannové, která byla jednou z nejvlivnějších žen u dvora, podporovala hraběnka Althannová italské malíře a básníky. Podporovala básníky Apostola Zena a Garelliho, stejně jako historická díla benediktinů Bernharda Peze, Hieronyma Peze a Gottfrieda Bessela. S italským básníkem a libretistou Pietrem Metastasiem ji pojilo blízké přátelství a citový vztah. Básník jí roku 1721 v Neapoli věnoval svou Endimione. Hraběnka ve Vídni požádala císaře Karla VI., aby Metastasia učinil dvorním básníkem, což se jí v dubnu 1730 podařilo. Hraběnka byla po mnoho let jeho ochránkyní a během této doby vznikala nejúspěšnější melodramata. Po její smrti začala Metastasiova produkce uvadat.
Hraběnka se zabývala také genealogií a heraldikou. Patřila ke španělské části dvora, ale není známo, zda se angažovala i v politice. Historik Constantin von Wurzbach reprodukuje zdroj, který vypráví o jakémsi jejím vměšování do státních záležitostí, ale sám o tom nepodává žádný důkaz.
Známou byla také v Chorvatsku, kde spolu se svým manželem od roku 1719 vlastnila panství Čakovec v Mezimuří.
Císař jí udělil titul palácové dámy a byla vyznamenána Řádem hvězdového kříže. Existovaly rovněž spekulace o tom, že Marie Anna byla milenkou Karla VI., ty ale nebyly nikdy potvrzeny, stejně tak ve sféře dohadů zůstává otázka případného císařova otcovství jejích synů. Faktem ale je, že po smrti Michaela Jana III. věnoval Karel VI. jako poručník mimořádnou péči o vzdělání a výchovu jeho potomků, stejně tak jim zajistil nárok na panství Vranov nad Dyjí a Jaroslavice, i když předtím moravský zemský soud rozhodl jinak.
Hraběnka Marie Anna Josefa z Althannu zemřela ve Vídni dne 1. března 1755.

## Manželství a rodina
Z manželství s Janem Michaelem z Althannu se narodilo šest dětí, včetně Michaela Jana, který se stal místopředsedou Nejvyššího soudu ve Vídni, a Michaela Antonína Ignáce, pozdějšího generála jezdectva.

## Osobnost hraběnky
Hellmuth Rößler hraběnku z Althannu popsal jako krásnou a ušlechtilou Španělku a Rochus von Liliencron v ji považoval za ochránkyni umění a vědy. Podle tehdejších zvěstí se po smrti svého manžela měla v roce 1722 tajně provdat za svého chráněnce básníka Pietra Metastasia, kterého předtím podporovala. Von Liliencron však toto tvrzení klasifikuje jako nepodložené. Také on ji popsal, jako ženu "oplývající krásou, srdcem a duchem". Pro tytéž vlastnosti ji ctí také Constantin von Wurzbach a zmiňuje také její ochotu pomáhat chudým. Také on považuje zvěst o jejím druhém tajném sňatku za pouhou domněnku, kterou nelze dokázat. Lidé ji obecně kvůli jejímu původu nazývali „spanische Althann“ („španělská Althannová“) a ve Vídni byla všeobecně oblíbená, uznávaná a s velkým vlivem.